# Zaschwitz (Wettin-Löbejün)

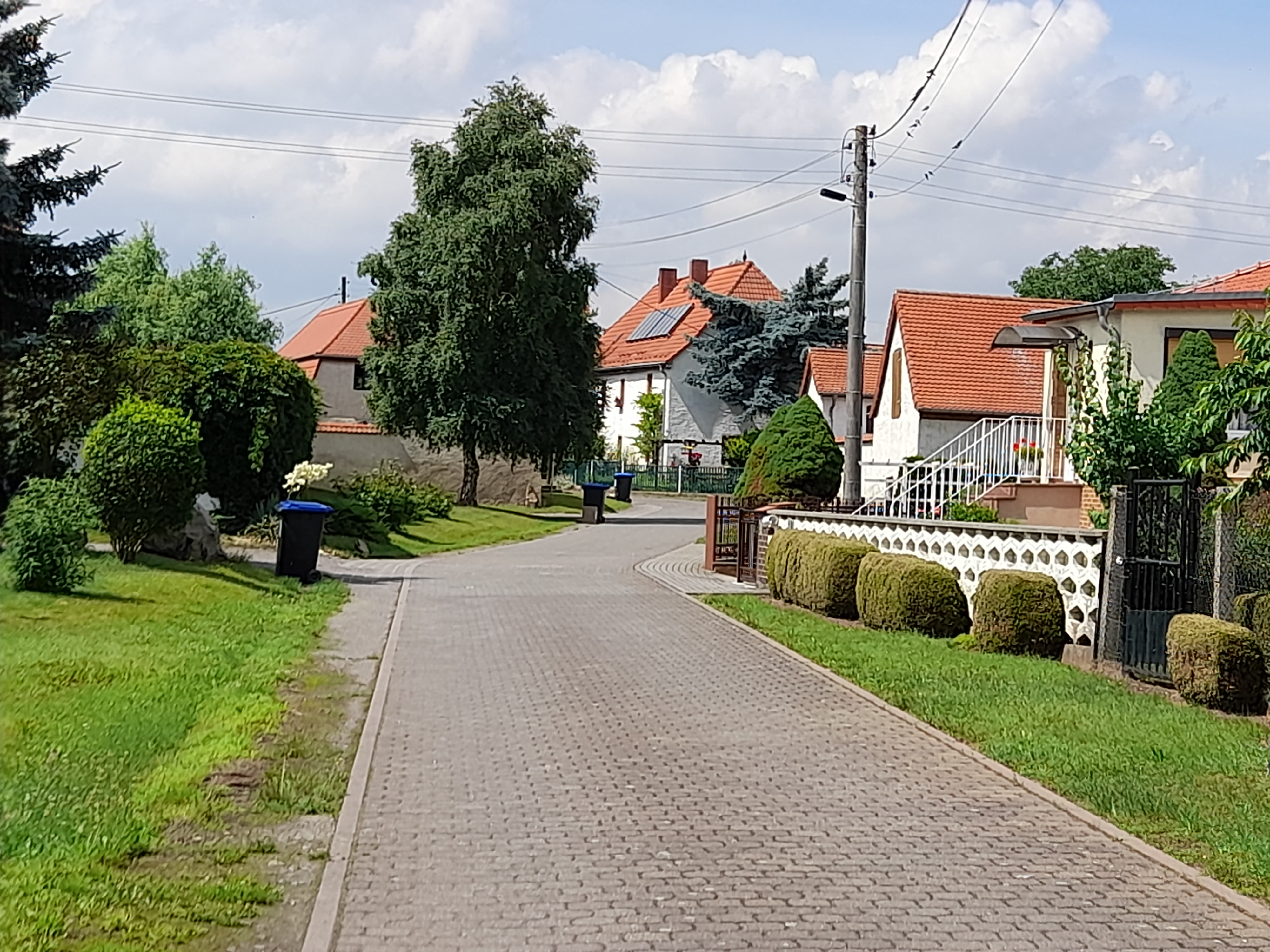
Straße Am Ring

Zaschwitz ist ein Ortsteil der Ortschaft Wettin der Stadt Wettin-Löbejün im Bundesland Sachsen-Anhalt.

## Geographie
Zaschwitz liegt etwa 18 km nordwestlich von Halle (Saale) auf einer Terrassenfläche etwas 2–3 m über der Aue im Naturpark Unteres Saaletal am orografisch linken Ufer der Saale gegenüber der Stadt Wettin.
Nordöstlich von Zaschwitz wird die Saaleaue durch zwei weitgehend verlandete Altarme der Saale, einem vermutlich mittelalterlichen Gewässerverlauf und einem in den 1930er Jahren abgetrennten Arm, gegliedert. Heute ist das Areal als FFH-Gebiet aufgrund von Auenwaldresten und seltenen Pflanzen, aber auch zahlreichen Amphibien und Brutvögeln geschützt. 

## Geschichte

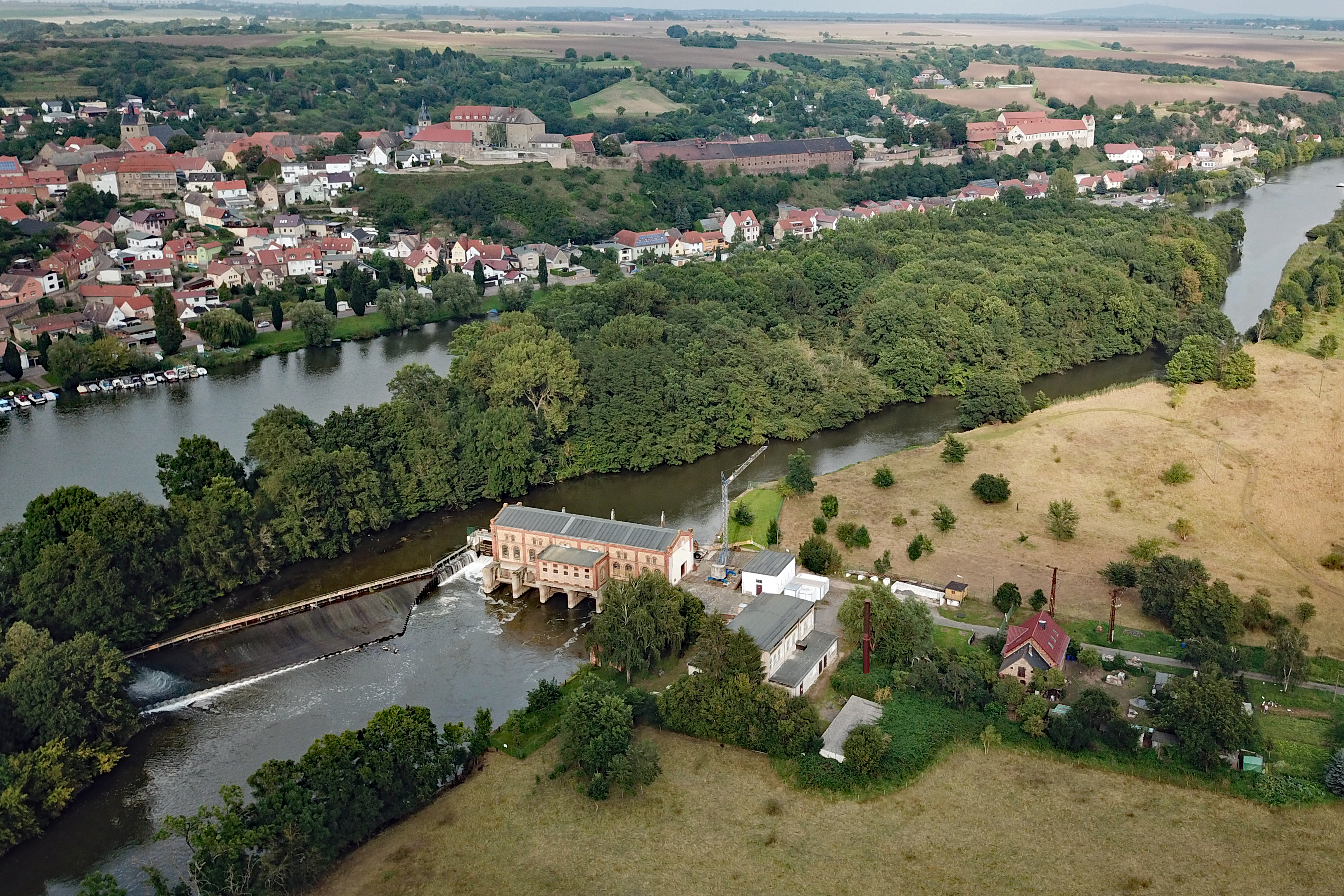
Wasserkraftwerk Zaschwitz mit Blick auf Wettin

Zaschwitz (1288 Sasruwicz, 1459 Tcschastewitz), das 1156 in einer Schenkungsurkunde für das Kloster Petersberg erwähnt wird, ist eine der wenigen verbliebenen slawischen Siedlungen des 7. bis 10. Jahrhunderts im Saaletal zwischen Friedeburg und Salzmünde. Im Mittelalter war es als mansfeldisches Lehen an die Familie von Trotha, die die Oberburg Wettin im Besitz hatte, verliehen. Der südwestlich gelegene Galgenberg war die Richtstätte des Burgamtes. 
Nach 1663 gehörte es zum Amt Wettin im Saalkreis des Erzstifts Magdeburg. Mit dessen Angliederung an Preußen gehörte der Ort ab 1680 zum brandenburg-preußischen Herzogtum Magdeburg.
Mit dem Frieden von Tilsit wurde Zaschwitz im Jahr 1807 dem Königreich Westphalen angegliedert und dem Distrikt Halle im Departement der Saale zugeordnet. Der Ort gehörte zum Kanton Fienstedt. Nach der Niederlage Napoleons und dem Ende des Königreichs Westphalen befreiten die verbündeten Gegner Napoleons Anfang Oktober 1813 den Saalkreis. Bei der politischen Neuordnung nach dem Wiener Kongress 1815 wurde Zaschwitz im Jahr 1816 dem Regierungsbezirk Merseburg der preußischen Provinz Sachsen angeschlossen und dem Mansfelder Seekreis zugeordnet.
Im 18. Jahrhundert umfasste das Dorf mit lediglich 46 ha Ackerland nur wenige Höfe, in denen sieben Halbspänner und zwei Kossäten ansässig waren. Bis zu Beginn des 20. Jahrhunderts wurde in Gruben nördlich des Dorfes Auenlehm gewonnen, der in einer Ziegelei des Dorfes verarbeitet wurde.
In Zusammenhang mit dem Beginn der Förderung von Kalisalzen und der Errichtung des Kalibergwerks Johannashall Ende des 19. Jahrhunderts wurde an der Saale bei Zaschwitz, gegenüber von Wettin, in den Jahren 1903/04 ein Wasserkraftwerk errichtet, das noch heute in Betrieb ist.
Am 15. Juni 1950 wechselte Zaschwitz wieder in den Saalkreis. Am 20. Juli 1950 wurde Zaschwitz in die Stadt Wettin eingemeindet. Am 1. Januar 2011 wurden die Städte Löbejün und Wettin sowie die Gemeinden Brachwitz, Döblitz, Domnitz, Gimritz, Nauendorf, Neutz-Lettewitz, Plötz und Rothenburg, die zuvor bereits in der Verwaltungsgemeinschaft Saalkreis Nord zusammengeschlossen waren, zur neuen Stadt Wettin-Löbejün zusammengefasst. Seitdem ist Zaschwitz ein Ortsteil der Ortschaft Wettin der Stadt Wettin-Löbejün.

## Denkmalschutz

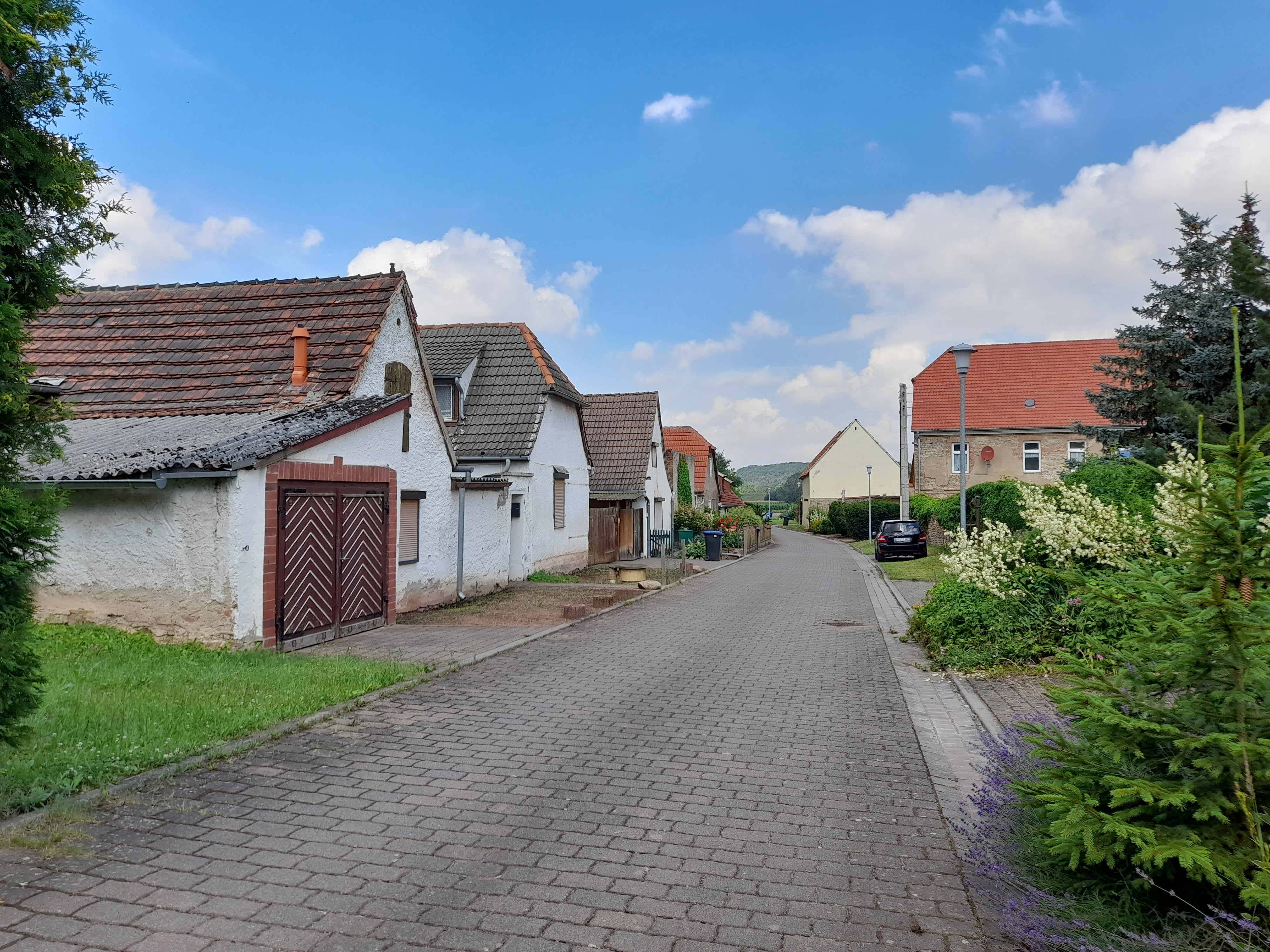
Denkmalbereich Gasse 1 bis 7

Aufgrund der Ursprünglichkeit des Dorfes gibt es in Zaschwitz mehrere Gebäude bzw. Bereiche, die unter Denkmalschutz stehen, was für einen Ort dieser Größe beachtlich ist. 
Dazu zählen sieben  Bauernhäuser- bzw. höfe, eine Toranlage, die alte Schule von 1800  sowie die Kirche. Als Denkmalbereich ist der Straßenzug Gasse 1 bis 7 ausgewiesen.

## Verkehrsanbindung
Die A 14, die von Leipzig nach Magdeburg führt, verläuft wenige Kilometer östlich des Orts auf der anderen Seite der Saale. Die nächsten Abfahrten sind „Halle-Trotha“ und „Löbejün“. Es besteht  eine Busverbindung von und nach Halle (Saale) durch die Buslinie 306 des Omnibusbetriebs Saalekreis (OBS).

## Sohn des Ortes
- Karl Balthasar (1868–1937), evangelischer Theologe und Hochschullehrer